# Ebbw Vale
Ebbw Vale (wal. Glyn Ebwy) – miasto położone w dolinie rzecznej uformowanej przez rzekę Ebbw Fawr w tradycyjnym hrabstwie Monmouthshire w południowej Walii. Ebbw Vale jest siedzibą administracyjną hrabstwa miejskiego Blaenau Gwent oraz największym ośrodkiem miejskim hrabstwa, z populacją liczącą około 18 500 mieszkańców.
Pierwotnie licząca około 140 mieszkańców miejscowość pod koniec XVIII wieku (jak i cała dolina) została silnie przeobrażona przez rewolucję przemysłową. Pierwsze zakłady wytopu stali Ebbw Vale Iron Works (późniejsze Ebbw Steelworks) zostały otwarte w 1778 roku a w latach 90. XVIII wieku otwarto pierwsze kopalnie węgla. W połowie XIX wieku, Ebbw Vale stało się wielkim centrum produkcji stali.
Ebbw Vale w 1958 roku było organizatorem National Eisteddfod a w 1992 roku Festiwalu Ogrodniczego (Garden Festival).